# Araioses
Araioses es un municipio brasileño del estado del Maranhão. Posee una población de 39.166 habitantes (Estimativa de 2009).

## Historia
- Emancipación Política: 29 de marzo de 1938

## Geografía
El municipio se encuentra en la región nordeste del Estado de Maranhão, y es una de las portas de entrada al delta del Río Parnaíba.
El municipio de Araioses se compone por un área de 1.782,5 km². Incluyendo la parte continental e insular (isla de las Canárias, isla del Cajú, etc). Está localizado a una altitud de 6 metros sobre el nivel del mar.
Su población, de acuerdo con el censo de 2007, es de 37 067 habitantes. Su densidad demográfica es de 20,8 hab/km². Actualmente es uno de los municipios más pobres del Brasil y con uno de los peores índices de desarrollo humano.

### Hidrografía
El municipio se localiza en las márgenes del río Santa Rosa (uno de los brazos del Parnaíba) y es cortado por el río Magu, río éste que tiene su nacientes en el municipio de Santana del Maranhão.

### Carreteras
- MA-345
- BR-343